# Metro (miasto)
Metro – miasto w Indonezji na wyspie Sumatra, w prowincji Lampung; powierzchnia 73,15 km²; prawie 170 tys. mieszkańców (2020); drugie co do wielkości miasto prowincji.
Ośrodek regionu rolniczego, uprawa ryżu, pieprzu, orzeszków ziemnych. W mieście znajduje się uniwersytet Universitas Muhammadiyah Metro (zał. 1991).